# 阿罗纳
阿罗纳（義大利語：Arona），是意大利诺瓦拉省的一个市镇。总面积14.9平方公里，人口14555人，人口密度976.8人/平方公里（2009年）。ISTAT代码为003008。

## 景点

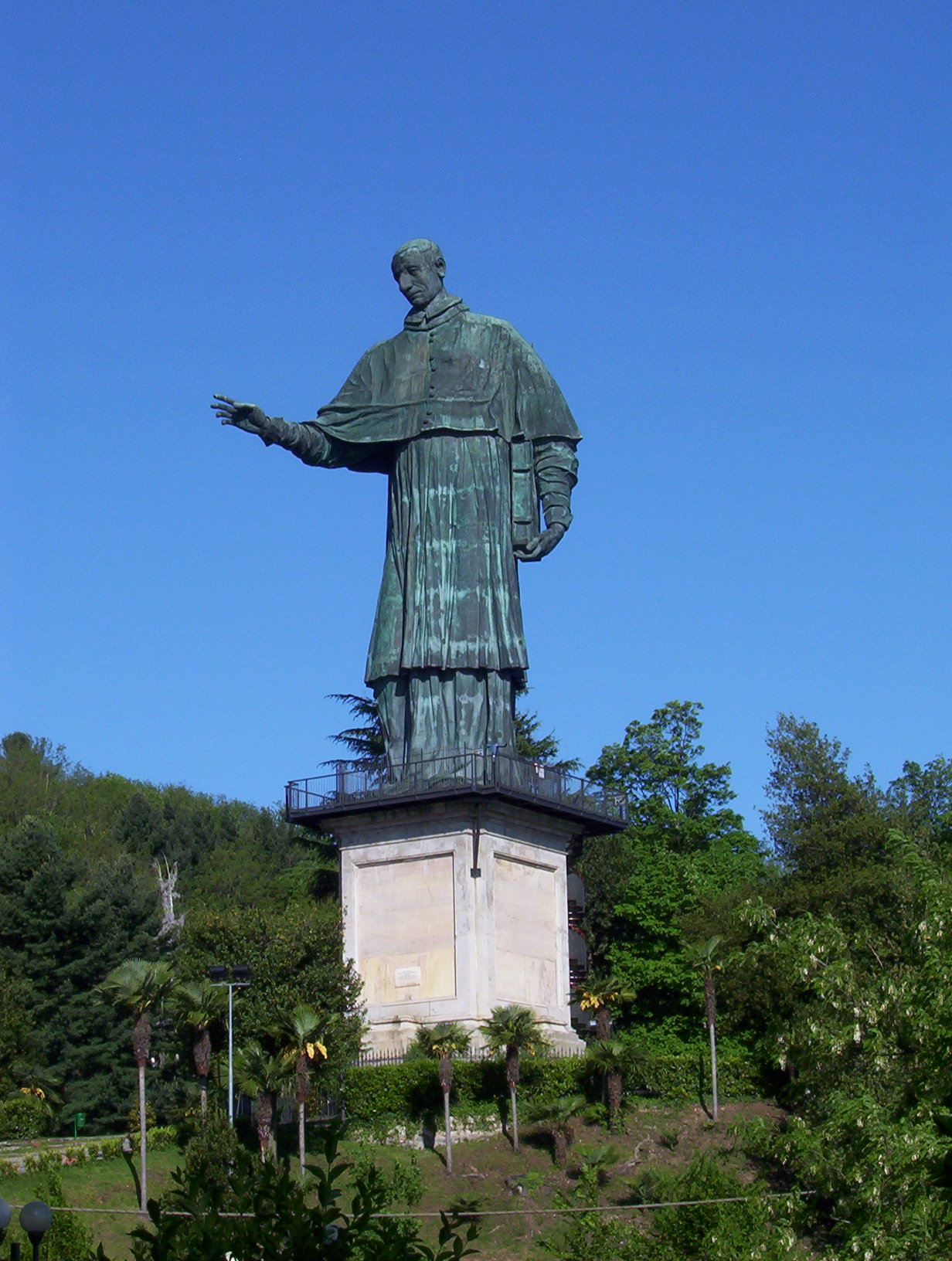
圣嘉禄像

- 圣嘉禄巨像（Sancarlone）

## 友好城市
- 法國贡比涅
- 比利时于伊
- 西班牙阿罗纳